# أرون إيفانز
أرون إيفانز (بالإنجليزية: Aaron Evans) (21 نوفمبر 1993 بكانبرا في أستراليا - ) هو لاعب كرة قدم أسترالي في مركز الوسط. لعب مع نادي تاي بو وKamphaengphet F.C. ‏.

## وصلات خارجية
- أرون إيفانز على موقع قاعدة بيانات كرة القدم.إي يو (الإنجليزية)
- أرون إيفانز على موقع Soccerway.com (الإنجليزية)